# Bertha de Sulzbach
Bertha de Sulzbach (n. 1110, Sulzbach-Rosenberg, Bavaria, Germania – d. 29 august 1159, Constantinopol, Imperiul Roman de Răsărit) a fost prima soție a împăratului bizantin Manuel I Comnen. 

## Context istoric
În cea dintâi jumătate a secolului al XII-lea, o mare primejdie amenința monarhia Basileilor. Regatul puternic, pe care normanzii l-au întemeiat în Italia meridională și în Sicilia, își întindea planurile ambițioase până dincolo de Adriatica: ca și Robert Guiscard și Bohemond, Roger al III-lea visa să se extindă pe socoteala imperiului de la Constantinopol. Împotriva unui adversar de talia acestuia, bizantinii aveau nevoie de o alianță; ei au căutat-o în Germania, pe care statornicile sale ambiții  în Italia o arătau mai mult decât pe oricare alt stat în stare să neutralizeze eforturile întreprinzătorului suveran sicilian. Din 1135 și din 1137, ambasadori greci au fost trimiși în Germania, spre a pregăti terenul unei înțelegeri; o nouă misiune a venit în 1140 să aducă regelui Conrad al III-lea oferte mai precise. Pentru a pecetlui definitiv acordului proiectat curtea bizantină propunea să unească cele două dinastii printr-o căsătorie și cerea ca o fată de sînge regal să fie trimisă la Constantinopol, spre a se căsători cu sebastocratorul Manuel, al patrulea fiu al împăratului Ioan Comnenul.
Conrad al III-lea al Germaniei era o fire foarte orgolioasă. Aspirând la titlul imperial, el se considera egalul basileului și avea pretenția să i se dea aceleași onoruri ca și împăratului. Mai mult, amintindu-și că Imperiul Bizantin (de limbă greacă) își tăgea originea de la Roma, credea că monarhia bizantină datora Sfântului Imperiu Roman respectul pe care o fiică îl datorează mamei sale. Foarte îndrăgostit, în sfârșit, de puterea lui, se lăuda cu supunerea pe care i-o arăta întregul Occident. Astfel de idei ofensau foarte mult vanitatea grecească, pentru ca o alianță să fie ușor de încheiat. Din fericire, se întâmplă că și Conrad simțea nevoia unui sprijin împotriva ambițiilor crescânde ale lui Roger al II-lea. El răspunse deci propunerilor care i se făcuseră și propuse trimișilor bizantini ca prințul Manuel să ia în căsătorie pe o soră a soției lui, contesa Bertha de Sulzbach. După multe discuții, se înțeleseră, în sfârșit: către finele anului 1142, o ambasadă bizantină a mers în Germania să aducă pe tânăra logodnică.

## Venirea la Constantinopol
La Constantinopol, Berthei i se făcu o strălucitoare primire. Un scriitor al timpului, Teodor Podromul sau altul din versificatorii oficiali, care populau curtea Comnenilor, a descris, într-un poem de circumstanță, splendoarea primirii cu care fu salutată noua venită. A povestit despre cortegiul măreț care o escorta pe contesa germană, mulțimea de haine de sărbătoare înșirată în calea ei, străzile frumos împodobite, flașnetele cântând la trecerea ei, parfumurile și aromatele răspândite sub pașii ei, în sfârșit, tot rafinamentul ceremonialului luxos pe care-l desfășura Bizanțul în asemenea ocazii. Prințesele din familia imperială însăși se deranjară să meargă înaintea florii din occident, cum spune poetul, pe care împăratul o sădea în grădina imperială. Se pare că acest lucru dădu chiar loc unui incident curios. Printre femeile tinere adunate spre a o saluta pe contesa germană, se afla și soția moștenitorului Alexe, fiul mai mare al basileului: ea purta în ziua aceea o haină de un albastru închis, garnisită simplu cu puțină purpură de aur. Impresionată de această culoare care făcea ca o pată printre toaletele strălucitoare, străina întrebă cine era acea călugăriță care vorbea cu un ton așa de poruncitor. În acest cuvânt, superstiția bizantină nu întârzie să vadă o prevestire rea; și, în adevăr, moartea prematură a prințului Alexe, a putut după puțină vreme, să justifice faimosul pronostic.

## Complicații politice
Rând pe rând, în anul 1143, cei doi frați mai mari ai lui Manuel, Alexe și Andronic, dispărură brusc în câteva săptămâni. Manuel devenea astfel moștenitorul tronului, substituit de voința tatălui său muribund, lui Isac, fratele mai în vârstă. Or, pentru un basileu bizantin, stăpânul unuia din tronurile, cele mai mărețe ale epocii, era un lucru mai mult decât mediocru să se însoare cu o simplă contesă germană. Pe lângă aceasta, se pare că aerele disprețuitoare pe care le arăta Conrad al III-lea jignise lumea din Constantinopol. În poemul menționat adineauri, Prodromul răspundea pe față pretențiilor germane: el declara deschis gloriosului rege Conrad că, cu toată gloria lui, pentru el era o cinste supremă de a se fi aliat cu casa Comnenilor; el proclama Noua Romă incontestabil superioară celei vechi. Dacă aceasta, scria el, dă o logodnică, cealaltă dă un logodnic, și cum știm cu toții că bărbatul e superior femeii, este evident că aceleași raporturi trebuie aplicate și în relațiile celor două imperii. Pentru aceste motive diferite și încă pentru altele, împăratul Manuel nu se grăbi de loc să celebreze căsătoria cuvenită; timp de aproape patru ani el făcu pe femeia ce-i fusese destinată să aștepte binecuvântarea nupțială.
În această vreme chiar, politica bizantină se apropia de Sicilia; un proiect de căsătorie se schița între o prințesă greacă și un fiu al lui Roger al II-lea; în același timp relațiile cu Germania se încordau. Totuși, până la urmă, Manuel se hotărî să revină la alianța germanică; în 1145 fu trimisă lui Conrad al III-lea o ambasadă spre a-i vesti intenția ce avea împăratul de a celebra căsătoria hotărâtă în 1142. Dar făcu pe regele Germaniei să simtă marea cinste ce i se făcea și trimisul grec se arătă de o aroganță așa de nesuferită, încât suveranul german trebui să-l dea afară și să-l facă să-și ceară scuze în public. Foarte jignit de felul cum era tratat, Conrad al III-lea de altfel, nu rămâne dator cu obrăznicia. În scrisoarea pe care o scrise atunci la Constantinopol, el luă pentru sine titlul de împărat al romanilor și adresa, disprețuitor, mesajul: scumpului meu frate Manuel Comnenul, ilustru și glorios rege al grecilor. 
Totuși, deoarece și dintr-o parte și din cealaltă se dorea înțelegerea, totul sfârși cu bine. O delegație germană sosi la Constantinopol și șeful ei, episcopul Diecezei de Würzburg, potrivi lucrurile spre satisfacția generală. În luna ianuarie 1146 Bertha de Sulzbach se căsători în sfârșit cu împăratul Manuel Comnenul și urcându-se pe tron lua prenumele bizantin de Irina, simbol desigur al păcii stabilite între țara ei natală și noua patrie.
Împăratul Manuel Comnenul se arătă, cel puțin la începutul căsniciei, foarte grăbit să placă tinerei femei pe care o luase de soție. În vreme ce, spre a o cuceri pe soția sa, Manuel se modela după moravurile occidentului, ea, din partea sa, spre a plăcea soțului, se trudea să se pătrundă de frumusețile literarurii grecești și aspira să joace rolul prințesei prietenă și protectoare a literelor, rol căruia se dedicaseră cele mai multe din femeile Comnenilor. Astfel, ea își puse în cap să studieze și să înțeleagă pe Homer și, în acest scop, făcu apel la unul din cei mai iluștri gramaticieni ai epocii. Pentru ea Tzetzes a compus alegorii asupra Iliadei, în care a explicat imperialei sale eleve subiectul poemului și istoria personajelor principale care jucau vreun rol în el, fără a renunța la notele erudite asupra biografiei poetului; și în dedicația prin care oferea împărătesei cartea, el o califica drept doamnă foarte îndrăgostită de Homer. Acestea se petreceau în anul 1147. Puțin mai înainte, Tzetzes dedicase de asemenea Irinei o primă ediție din Chiliade și se părea că prințesa germană devenise cu totul bizantină, în cercul său de gramaticieni și retori.
Totuși, cu toată această reciprocă bunăvoință, căsnicia imperială nu întârzie să se dezbine. Se pare că vina a fost a amândurora. Irina pe de o parte se sătură repede de rolul său de protectoare a literelor. Ea se certă cu Tzetzes pentru o mizerabilă chestiune de bani. Gramaticianul însuși povestește că i se făgăduiseră 12 bani de aur pentru fiecare din caietele cu dizertații savante. Pentru a face dovadă de zelul său, el luă hârtie de format mai mare, acoperi paginile cu un scris mai mărunt, așa încât, cum spunea el, un singur caiet făcea cât zece. Socotea că va fi răsplătit în aceeași proporție: dar de unde! Intendentul împărătesei pretinse să plătească lucrul lui Tzetzes după prețul fixat dinainte și cum nenorocitul om de litere se plângea de acest procedeu, la sfârșit i se refuză orice plată. Furios, el se adresă suveranei însăți, spre a cere dreptate. Irina, care nu înțelegea nimic din aceste subtilități bizantine, trimise la plimbare pe nefericitul gramatician. Acesta se răzbună, povestind întâmplarea: în afară de aceasta, el distruse prima ediție din Chiliade și sătul de a mai lucra pe gratis, opri savantele sale comentarii la cântul al XV-lea al Iliadei și se puse în căutarea altei protectoare. Experiența literară încercată de împărăteasă nu reușise de loc.
Pe lângă aceasta, Irina nu dăduse soțului său nici un copil.În 1147, când împăratul alungă pe patriarhul Cosma, acesta, în furia lui, blestemase în plin sinod sânul împărătesei și declarase că niciodată împărăteasa nu va da naștere vreunui copil de sex masculin. Or, faptele păreau să justifice această prezicere. Timp de 5 ani, cu toate rugăciunile cerute celor mai vestiți călugări, cu toate darurile cu care copleși Biserica, în speranța de a obține sfârșitul sterilității sale, Irina nu dădu nici un moștenitor imperiului; și când, în sfârșit, în 1152, născu un copil, acesta fu o fată, Maria. Mai târziu, ea mai avu un copil, dar din nou o fată, care de altfel muri în vîrstă de 4 ani. Manuel era foarte amărât din această cauză; și ferm convins că era efectul blestemului, care dădea astfel cu totul dreptate prelatului.
Pentru toate aceste motive, Manuel, din partea sa, se sătură repede de Irina. Fără îndoială, el îi păstră, cu politețe, toate onorurile exterioare ale puterii, curtea, gărzile, toată strălucirea puterii supreme. Dar se îndepărtă cu totul de ea. După numeroase aventuri, sfârși prin a-și lua o amantă oficială. Aceasta era nepoata lui, Teodora și el se apropie cu atât mai mult de ea, cu cât, mai fericită decât Irina, îi dădu un fiu. De acum înainte, el nu-i mai refuză nimic: ca și soția legitimă, ea avu o curte, gardă și împărți cu excepția coroanei aproape toate prerogativele puterii supreme. Pentru dânsa, împăratul făcu cele mai nebunești cheltuieli: mări de bogăție, cum spunea Nicetas, fură vărsate la picioarele ei. Orgolioasă, arogantă, ea primea onorurile și banii: în jurul ei, după exemplul stăpânului, se îndesau curtenii, părăsind-o pe împărăteasa legitimă pentru favorită.
Se pare că cea dintâi nu încercă de loc să pună capăt izolării ei. Irina își făcu viața ei aparte și o umplu cu fapte bune, ajutând pe văduve, protejând pe orfani, înzestrând și măritând pe fetele sărace, frecventând și îmbogățind mânăstirile. Îi plăcea să dea, și panegiristul a spus despre ea că erau bucurii cererile ce i se adresau și părea că se roagă să i se adreseze astfel de cereri. Convertită, în momentul căsătoriei la ortodoxia grecească, și foarte credincioasă, ea trăia cu plăcere în societatea oamenilor Bisericii și le arăta un respect infinit. Totuși, rămânea foarte occidentală și foarte germană în această curte din orient. În cuvântarea funebră pe care o pronunță în onoarea ei, arhiepiscopul Vasile din Achrida nu se putu opri de a aminti că era o străină, născută sub alte ceruri, necunoscând obiceiurile civilizației noastre, fiica unei rase orgolioase și mândre, al cărei gât nu știa să se plece și s-a crezut obligat să facă elogiul Germaniei, acestei națiuni puternice și dominatoare, care între toate popoarele din occident poruncește celorlalte și nu acceptă de loc să fie condusă. Vorbind astfel, prelatul arăta că pătrunsese adâncul sufletului suveranei.
În adevăr, ea nu-și uita niciodată țara de naștere.Fu încântată când în anul 1147 aduse la Constantinopol pe regele Conrad, cumnatul său și o armată latină. În timp ce grecii vedeau cu groază revărsându-se asupra imperiului norul îngrozitor ce se ridica din occident, în timp ce gură cască bizantinii se minunau găsind în rândurile cruciaților femei, îmbrăcate și înarmate ca niște cavaleri care, ca niște noi amazoane, călăreau ca bărbații, Irina, dimpotrivă, se silea să facă cea mai bună primire compatrioților săi. Când orgolioșii rivali ai împăratului grec și ai regelui Germaniei amenințară să se ciocnească, ea încercă să potolească neînțelegerile dintre cei doi prinți. Și deși pretențiile lui Conrad, imposibil de acomodat cu exigențele etichetei bizantine, n-au permis în acel moment o întâlnire personală între cei doi suverani, cel puțin influența împărătesei reuși să asigure între cei doi relații aproape tolerabile. Manuel și Conrad își arătară curtoazie unul față de celălalt; împăratul trimise în tabăra latină hrană din belșug și cadouri prețioase, cărora regele din partea sa le răspunse prin daruri bogate. 
Puțin mai târziu, când armata franceză apăru sub zidurile Constantinopolului, Irina de asemenea întreținu cu Eleonora de Guyenne, soția lui Ludovic al VII-lea raporturile cele mai binevoitoare. Dar mai ales după dezastrul suferit de cruciați în Asia Mică, se manifestă bunăvoința împărătesei pentru compatrioții săi. Conrad al III-lea, învins pe râul Menandru, se oprise la Efes cu resturile trupelor lui și se îmbolnăvise acolo. Împreună cu Manuel, Irina veni să viziteze pe învins, îl aduse la Constantinopol pe corabia imperială și basileul, care avea cunoștințe serioase în medicină și chirurgie voi să-l îngrijească cu propriile sale mâini. În sfârșit, când după ce-și îndeplinise datoria la Sfântul Mormânt, Conrad al III-lea trecu din nou prin Bizanț, el găsi iarăși aceeași primire bună. Curtea bizantină se orienta pe față către alianța germană, echilibru necesar față de ostilitatea evidentă a normanzilor din Sicilia și a francezilor din Franța. Între cele două familii suverane se pregăteau căsătorii. Henric de Austria, fratele vitreg al regelui Germaniei, se căsătorea cu o nepoată a lui Manuel și poeții curții imperiale celebrau cu pompă această unire. Puțin după aceea, era vorba să se căsătorească fiul lui Conrad cu o altă nepoată a împăratului. În această politică, e imposibil să nu recunoaștem influența împărătesei și de altfel o scrisoare curioasă a lui Conrad al III-lea mărturisește aceasta. El lasă în seama Irinei grija de a alege din familia imperială pe logodnica destinată fiului său, pe acea care ți se va părea ție, care le-ai crescut, că merită, prin caracter și frumusețe. Totuși, căsătoria nu se făcu, dar alianța cea mai strânsă persistă între cele două state. Când, în 1150, Roger al II-lea și Ludovic al VII-lea se gîndiră să alcătuiască împotriva Bizanțului o ligă a întregului occcident, opoziția formală a regeleui Germaniei făcu să cadă planul. Rămânând bună germană, Irina nu adusese decât servicii țării sale adoptive. 
Moartea lui Conrad al III-lea în 1152, slăbi legăturile bune dintre cele două curți. Dar împărăteasa păstră totdeauna un interes cald pentru tot ce se petrecea în Germania. Ea urmărea de departe, cu o simpatie pe care n-o ascundea, pe nepotul său, tânărul fiu al lui Conrad; îi trimitea daruri și avea grijă să fie făcut cavaler. Pe de altă parte, cu timpul pare că s-a apropiat din nou de Manuel și că i-a dat un ajutor prețios în administrația statului. Vasile di Achrida vorbește de potrivirea de sentimente, de înrudirea sufletească ce exista între cei doi soți. Aici este oarecare exagerare, fără îndoială, care ține de genul cuvântării funebre. Dar se vede din alte mărturii că Irina a intervenit de multe ori cu succes pe lângă împărat, spre a obține eliberarea prizonierilor de război sau iertarea condamnaților la moarte și că se însărcina bucuros să transmită împăratului jalbe. În 1158 ea îi aduse un serviciu mai însemnat, salvându-l dintr-un complot urzit împotriva lui; și dacă e adevărat că arhisatrapii din Persia, după spusele panegiristului său, voiră să-i cinstească mormântul cu ofrande mărețe, se poate trage concluzia că ea a exercitat o oarecare influență asupra relațiilor externe ale monarhiei.
Se înțelege deci că atunci când muri în 1160, de friguri, Manuel a suferit din pricina asta. A fost înmormântată în mănăstirea Pantocratorului, pe care Ioan Comnenul o întemeiase spre a fi o necropolă a dinastiei, unde Manuel însuși puse să i se pregătească mormântul.